# Парка і божок кохання Ерот
Парка і божок кохання Ерот (англ. Fate and Love або «Кохання в руках Долі»)— кабінетна скульптура, яку виконав в техніці теракоти французький художник і графік Гюстав Доре (1832–1883).
Відомо, що художник поділяв свій робочий день на три частини: ранок присвячував графіці, опівдень — живопису, вечір — знову графіці.
Доре так і не отримав систематичної художньої освіти, але значний час проводив в музеї Лувр та в Національній бібліотеці Франції, вивчаючи картини та гравюри інших. Це, однак, не стало в заваді звертатися до живопису олійними фарбами і до скульптури, хоча кожна з цих галузей має власну специфіку.
1847 році він оприлюднив альбом літографій " Подвиги Геркулеса ".
В 1848 році Доре стає учасником Паризького Салону, де виставляє свої роботи. Через 4 роки він розриває зв'язок з журналом, де працював найманцем. З цього моменту Гюстав займається оздобленням дешевих видань. В 1853 році він зробив світлини до Байрона.
Довершеним зразком скульптурної майстерності Густава Доре стала кабінетна скульптура "Парка і божок кохання Ерот " або «Кохання в руках Долі». Віртуозний малювальник з розвиненою художньою уявою, він переніс усю майстерність на відтворення алегоричних фігур Парки та Ерота.
Па́рки (лат. Parcae) — у давньоримській міфології богині долі, яким відповідали грецькі мойри. Спочатку шанували одну парку — богиню народження, потім унаслідок ототожнення з мойрами з'явилося три парки. Перша ткала нитку життя майбутньої людини, друга — підтримувала її. Найважливішою ставала третя Парка, котра тримала ножиці в руці і обрізала нитку, обриваючи заразом і життя особи.
В скульптурі Доре подав лише останню парку, котра загрозливо утримує ножиці напоготові. Разом із Еротом вони дивляться в один бік, наче спостерігаючи за черговою жертвою. Рука Ерота, можливо, була озброєна луком, бо сагайдак зі стрілами валяється біля ніг божка. Митець ретельно відтворив старече обличчя Парки з проваленими щоками і зморшкуватою шиєю, котрі контрастують з молодістю крилатого підлітка. Ретельно відтворені алегоричні фігури і деталі скульптурної групи (важкий плащ Парки, що нагадує плащ Смерті, сагайдак зі стрілами, пісочний годинник, атрибут нищівного бога Хроноса) вивели академічну за стилістикою скульптурну групу на рівень справжніх шедеврів.